# Torchlight III
Torchlight III – gra komputerowa z gatunku hack and slash stworzona przez Echtra Games. Jest to kontynuacja gry Torchlight II wydanej osiem lat wcześniej. Produkcja została wydana 13 października 2020 roku na komputery z systemem Microsoft Windows oraz konsole PlayStation 4, Xbox One i Nintendo Switch.
Gra zebrała mieszane recenzje od krytyków, którzy podkreślali problemy techniczne, nijakość i prostą rozgrywkę.

## Rozgrywka
Torchlight III to gra hack and slash, której akcja rozgrywa się w świecie fantasy obserwowanym w rzucie izometrycznym. Podczas tworzenia postaci gracza można wybrać jedną z czterech dostępnych klas postaci. Zabijając przeciwników, postać gracza dostaje punkty doświadczenia, złoto i losowe przedmioty. Gracz zdobywa zdolności pasywne w momencie znalezienia przedmiotu legendarnego. Podczas awansu na kolejny poziom gracz przydziela punkty do swoich atrybutów i umiejętności. W grze zawarto forty pełniące funkcję domu, do którego gracz może zaprosić inne osoby. Postać może wykonywać także zadania poboczne zlecane przez napotkane osoby. W grze udostępniono tryb wieloosobowy w formie kooperacji dla maksymalnie czterech graczy.

## Produkcja
Seria Torchlight była początkowo rozwijana przez amerykańskie studio Runic Games. Po wydaniu Torchlight II w 2012 roku firma skupiła się na produkcji gry z gatunku MMO. Jeszcze podczas produkcji drugiej części, chiński wydawca Perfect World (Perfect World) przejął większościowy pakiet udziałów w Runic Games. Inwestycja ta była ukierunkowana na rozwój gry MMO, którą studio wcześniej zaprezentowało.
W 2014 roku współzałożyciele studia, Travis Baldree i Erich Schaefer, opuścili Runic Games, ostatecznie tworząc Double Damage Games i wydając Rebel Galaxy. Po ich odejściu Runic Games zdecydowało się zmienić kierunek prac co przełożyło się na wydanie Hob, gry przygodowej opartej na łamigłówkach. Schaefer nadal był zainteresowany grą MMO w świecie Torchlight i w 2016 roku założył zależne od Perfect World studio Echtra Games i uzyskał prawa do marki Torchlight. Perfect World zamknął Runic Games w listopadzie 2017 roku, chociaż w informacji prasowej poinformowano, że wiadomości o Torchlight zostaną opublikowane w przyszłości.
Prace nad kontynuacją serii pod nazwą Torchlight Frontiers zostały po raz pierwszy ogłoszone 9 sierpnia 2018 roku, a wczesne wersje gry były dostępne do grania na targach Gamescom 2018 i PAX West pod koniec tego samego miesiąca. W styczniu 2020 roku Echtra Games i Perfect World ogłosiły, że Torchlight Frontiers zostało przemianowane na Torchlight III i porzuciło kilka planowanych aspektów podobnych do MMO na rzecz bardziej liniowej rozgrywki.
Amerykańskie przedsiębiorstwo Zynga (CityVille, FarmVille) przejęło Echtra Games w marcu 2021 roku. W rezultacie twórcy ukończyli ostatnią aktualizację w maju 2021 roku, a następnie przekazali grę i własność intelektualną firmie Perfect World, aby umożliwić wydawcy poszukiwanie programistów do dalszego rozwoju gry.